# Пулленройт
Пулленройт (нем. Pullenreuth) — община в Германии, в земле Бавария.
Подчиняется административному округу Верхний Пфальц. Входит в состав района Тиршенройт. Подчиняется управлению Нойзорг. Население составляет 1811 человек (на 31 декабря 2010 года). Занимает площадь 43,16 км².
Коммуна подразделяется на 4 сельских округа.
Вторая война городов 1449 года.

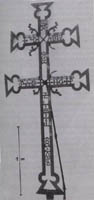
Пулленройт

Таким образом, победа осталась за демократией, за бюргерством. Дворянство и правители выместили тогда свой гнев за это повторное унижение на северогерманских городах, раздражавших их своим возраставшим богатством и соответственным тому могуществом. Ввиду многих нерешенных споров с соседними князьями 31 швабский и франконский город возобновили старые союзы. То же сделали и князья 22 больших и множество мелких владетелей присоединилась к войне объявленной городу Нюрнбергу в 1449 году маркграфом Альбрехтом Бранденбургским, которого они называли немецким Ахиллесом. Это было сигналом ко второй «войне городов». Непосредственным поводом к ней послужил ничтожный спор между городом и маркграфом, который легко уладился бы пригоршней золота, если бы взаимное раздражение сторон не достигло такой степени. Хотя заседавший в Ульме военный совет имел цель высшего руководства военными действиями, они велись, как и при прежних войнах без общего плана, отдельными губительными стычками. Маркграф Альбрехт потерпел поражение от нюрнбергцев при Пилленройте в 1450 году.
Альбрехт Ахиллес, курфюрст Бранденбургский. С алтарной иконы церкви в Ансбахе.
За ним камергер держит шапку, а маршал — меч, курфюршеские регалии. Позади курфюрста на щите его герб (Бранденбургский орёл).
При Эсслингене Ульрих V Вюртембергский одержал победу над союзными городами. Соглашение, или мир, заключенный в Бамберге вследствие истощения денежных средств обеими сторонами (1450 год), не изменил положения. Остались в силе и корысть князей, желавших обратить имперские города в земельные, и зависть полного ненависти дворянства, у которого было более охоты к наездничеству и драке, нежели к работе. Сохранили и города ту свою тупость, которая заставляла их относиться ко всем важным вопросам, к опасности, грозившей от турок или французов, лишь с точки зрения ограниченного партикуляризма и со скаредностью торгашей. Патриотизм их становился более возвышенным лишь при посягательствах на собственный город, как было, например, с городом Зостом, в войне (1444—1449), которую этот старый город, плохо поддерживаемый другими соседними городами, мужественно вел против своего сеньора, архиепископа Дитриха II Кёльнского и его духовных и мирских союзников.
Крепостная стена город Цонс (нижний Рейн) в XV в.
Добившись имперского приговора против города, духовный сановник был настолько ослеплен гневом, что пригласил к себе наемников, еретиков-гуситов, и осадил город с 60-тысячным войском. Но горожане отбили штурм (июль 1447 год), причем отвагу мужчин поддерживали и женщины: они подносили на стены и крыши домов кипяток, который выливали на головы осаждающим. Архиепископ покинул разоренную местность и в 1449 году заключил мир с городом.